# Андрейчик Петро Петрович
Петро Петрович Андрейчик (рос. Пётр Андрейчик; * 11 січня 1949, Дравці, Закарпатська область) — радянський футболіст.
Захисник, виступав за команду м. Мукачеве, «Карпати» (Львів), «Авангард» (Рівне), «Торпедо» (Луцьк), СКА (Львів), «Шахтар» (Горлівка).